# Sensation
Sensation é um evento indoor realizado em várias partes do mundo. Foi fundado em 2000, na Holanda, onde ficou até 2005. A partir daí contou com expansões para Bélgica, Canadá, República Checa, Reino Unido, Itália, Rússia, Ucrânia, Turquia, Estados Unidos, Chile, Dinamarca, Alemanha, Coreia do Sul, África do Sul, Índia, Portugal e também no Brasil.
Foi fundado pela ID&T, fundadora do Tomorrowland, e é realizado no estilo Club. O evento é realizado essencialmente em lugares fechados, mesmo sendo um dos primeiros festival a ser realizados em estádios de futebol. Dentro do festival é "obrigatório" o uso de roupas brancas pelos seus frequentadores. A aposta musical do festival é nos estilos de música como Hardcore, Trance e House em geral.
No Brasil, com o nome de Skol Sensation, o evento aconteceu em São Paulo, no pavilhão de exposições do Anhembi de 2009 a 2013.

## The Brazilian Tour
Em 2017, o festival anuncia seu retorno ao Brasil. Agora não conta apenas com edição em uma cidade, mas em três. As cidades escolhidas foram Brasília, São Paulo e Belo Horizonte. Sendo realizadas em 31 de março, 7 de abril e 14 de abril de 2018, respectivamente por cidade. Os ingressos começaram a ser vendidos em 1 de dezembro de 2017.

## Ligações Externas
- Official World-wide Site
- I like Sensation (Site não oficial resumindo todas as informações nas noites Sensation)